# 특상 카바치!!
특상 카바치!(일본어: 特上カバチ!)는 TBS에서 방송된 일본 텔레비전 드라마이다. 전 10화로 2010년 1월 17일부터 2010년 3월 21일까지 일요극장 시간대에서 방송되었다. 전작 《카바치타레!》와는 다른 방송국에서 방송되었다. 전 10화. 주연은 사쿠라이 쇼, 호리키타 마키.
캐치프레이즈는 〈"법률 따위에 지고는 못살아!"〉

## 등장 인물
- 타무라 카츠히로 (24) - 사쿠라이 쇼
- 스미요시 미스즈 (22) - 호리키타 마키
- 나카무라 마사토시
- 엔도 켄이치
- 타카하시 카츠미
- 아사노 유코 (특별 출연)
- 우에사토 료타
- 이고우 아쿤
- 와타나베 잇케이
- 타마루 마키
- 카와무라 사오리
- 요시다 케이코
- 오바마 마사히로
- 키쿠자토 히카리
- 모리와키 에리코

## 제작진
- 원작 : 타지마 타카시, 고치 타카히로 《특상 카바치! -카바치타레! 2-》 (코단샤 모닝 연재 중)
- 각본 : 니시오기 유미에
- 연출 : 카토 아라타, 이마이 나츠키, 한철
- 제작 : 우에다 히로키
- 프로듀서 : 이마이 나츠키
- 음악 : 세가이 에이시
- 협력 : 미츠이 물산, 코단샤
- 제작 저작권 : TBS

#### 주제가
- 아라시 - 〈Troublemaker〉

## 방송일, 시청률
| 각화                                      | 방송일          | 부제                                                                                                  | 시청률 |
| ----------------------------------------- | --------------- | --- | ------ |
| 제1화                                     | 2010년 1월 17일 | 결국 발발! 법 테크 배틀!                                                                              | 12.9%  |
| 제2화                                     | 2010년 1월 24일 | 일발 역전! 절대로 지지 않는 역광 협상술! 빚 간류지마 완결편!                                          | 9.9%   |
| 제3화                                     | 2010년 1월 31일 | 노동자 빙하기 월동 지옥! 비정규직 노동자를 부려먹은 썩은 경영자에게 정의의 카바치! 한번 너 굶어 봐라! | 9.1%   |
| 제4화                                     | 2010년 2월 7일  | 미스즈의 코스프레 잠입 조사! 0.3초에 위조 서류를 간파하는 전문 신비 기법!                             | 10.8%  |
| 제5화                                     | 2010년 2월 14일 | 아들 명의로 돈을 마구 빌린 아버지를 눌러 잡을 비책, 악마의 오노의 눈에도 눈물!의 책                   | 8.8%   |
| 제6화                                     | 2010년 2월 21일 | 탈 샐러리맨 독립 개업이 기다리는 지옥 길. 아마짱과 유토리는 사회의 해악입니다!의 책                   | 7.2%   |
| 제7화                                     | 2010년 2월 28일 | 가난 사업 번창! 제로 제로 건물에 숨어있는 악덕업자! 실력 행사에 철저 항전 카바치한다!                 | 8.5%   |
| 제8화                                     | 2010년 3월 7일  | - | 9.5%   |
| 제9화                                     | 2010년 3월 14일 | - | 8.7%   |
| 최종화                                    | 2010년 3월 21일 | - | 7.4%   |
| 평균 시청률: 9.3%                         |                 | |        |
| (시청률은 간토 지방·비디오 리서치사 조사) |                 | |        |

- 제4회는 "WBA 세계 플라이급 타이틀 매치" 방송 연장을 위해 15분 지연 방송.
- 2010년 2월 28일 일부 지역 (아키타방송, 시코쿠방송, 후쿠이방송 등)의 방송은 칠레 지진에 따른 쓰나미 경보 발령 관련 뉴스를 위해, 도중 중단 또는 정지되었다.

| TBS 일요극장                                  | TBS 일요극장                                     | TBS 일요극장                               |
| 이전 작품                                     | 작품명                                           | 다음 작품                                  |
| --------------------------------------------- | ------------------------------------------------ | ------------------------------------------ |
| JIN-진- (2009년 10월 11일 - 2009년 12월 20일) | 특상 카바치! (2010년 1월 17일 - 2010년 3월 21일) | 신참자 (2010년 4월 18일 - 2010년 6월 20일) |